# رودلف داسلر
رودلف داسلر (انگلیسی: Rudolf Dassler؛ ۲۶ مارس ۱۸۹۸ – ۲۷ اکتبر ۱۹۷۴) یک کارآفرین اهل آلمان و بنیانگذار شرکت پوما اس‌ئی بود. برادر کوچکتر وی آدولف داسلر بنیانگذار شرکت آدیداس بود.